# Ivo Engländer
Ivo Engländer (5. března 1924 Kutná Hora – 1. ledna 1945 Hoy) byl český palubní střelec 311. československé bombardovací perutě.

## Život

### Před druhou světovou válkou
Ivo Engländer se narodil 5. března 1924 v Kutné Hoře ve smíšené českožidovské rodině stavebního inženýra Československých státních drah Viktora Engländera a jeho ženy akademické malířky Jarmily Engländerové, rozené Životské. Rodina se přestěhovala do Kadaně a v roce 1934 do Čáslavi, kde Ivo Engländer začal studovat gymnázium. Byl členem Junáka.

### Druhá světová válka
Po německé okupaci v březnu 1939 Ivo Engländer na přání rodičů obávajících se nacistické perzekuce opustil Protektorát Čechy a Morava a odešel do Spojeného království. Učinil tak přesto, že byl členem církve Českobratrské evangelické a nebyl veden v židovských matrikách. Ve Spojeném království, kam dorazil v červnu 1939, dostudoval na Great Ayton College střední školu a nastoupil na chemický obor technické vysoké školy v Birminghamu. Během studií byl příslušníkem britské protiletecké ochrany. Dne 13. července 1942 byl prezentován u Československé armády v zahraničí, dne 2. září 1942 byl přijat do Royal Air Force a na pozdim 1942 a jaře 1943 vycvičen na palubního radiotelegrafistu a střelce. K 1. červenci 1943 byl zařazen k 311. československé bombardovací peruti, v rámci které se účastnil protiponorkových hlídkových letů nad oceánem. Dne 1. ledna 1945 ve večerních hodinách odstartoval ve stroji Consolidated B-24 Liberator GR Mk.V FL949 PP-Y pod velením Oldřicha Bureše z letiště ve skotském Tainu k dalšímu hlídkovému letu nad Severní moře. 38 minut po startu letoun během pokusu o nouzové přistání narazil do skály ostrova Hoy na Orknejích. Všichni členové posádky zahynuli. Ivo Engländer je pohřben na hřbitově St Duthus New Burial Ground v Tainu. Absolvoval 56 operačních letů a 619 hodin. Dosáhl hodnosti rotného.

## Rodina
Otec Ivo Engländera Viktor Engländer byl jako příslušník židovské národnosti v roce 1944 deportován do terezínského ghetta, válku ale přežil.

## Ocenění

### Vyznamenání
- 1944 Pamětní medaile československé armády v zahraničí

### Posmrtná ocenění
- Ivo Engländerovi byl in memoriam udělen Československý válečný kříž 1939 a Junácký kříž „Za vlast“ 1939–1945 I. stupně
- Ivo Engländer byl v roce 1991 in memoriam povýšen do hodnosti majora